# Terrorsagen fra Glasvej
Terrorsagen fra Glasvej er en dansk terrorsag fra 2007, hvor Hammad Khürshid og Abdoulghani Tokhi blev dømt for forsøg på terrorisme. Sagen begyndte, da Hammad Khürshid vendte hjem fra et ophold i en al-Qaeda træningslejr i Pakistan den 30. maj 2007. Politiets Efterretningstjeneste mødte efter tip fra amerikanske efterretningsfolk op i Københavns Lufthavn og skyggede ham. Der blev også sat overvågning op i Khürshids lejlighed på Glasvej i Nordvestkvarteret.
Efter et halvt års tid med overvågning af Khürshid og hans omgangskreds, turde PET ikke vente længere, og den 4. september 2007 blev otte personer anholdt i sagen. Det var dog kun Khürshid og Tohki, som blev tiltalt, og som nu er dømt. De to dømte påstod oprindeligt, at det bare var pral og drengestreger, når de har talt om kontakter til terrornetværket al-Qaeda, og når de har prøvesprængt en lille mængde hjemmelavet TATP i en trappeopgang.
Den 21. oktober 2008 blev de fundet skyldige i at have forberedt bombeterror og idømt henholdsvis 12 og 7 års fængsel. Landsretten stadfæstede den 27. juni 2009 byrettens dom på 12 års fængsel til Hammad Khürshid, og skærpede straffen for Abdoulghani Tokhis vedkommende til 8 års fængsel.
Khürshid og Tohki er dømt for at planlægge terrorvirksomhed og ikke for udførelse af en terrorhandling. Det blev aldrig kendt, hvad der var de dømtes planlagte mål.

## Glasvej-sagen
Sagen kom frem til offentlighedens kendskab da Politiets Efterretningstjeneste foretog en aktion mod en lejlighed i Glasvej nr. 8A i Københavns Nordvestkvarter natten mellem den 3. og 4. september 2007, hvor de trængte ind og ransagede lejligheden samt evakuerede opgangen. Den ransagede lejligheds beboere var flyttet ind nogle måneder i forvejen, og overboen Sadiq Al-Fatlawi havde set to unge mænd i lejligheden og kunne fortælle at den ene var taxachauffør. Politiet ransagede yderligere 10 andre steder, blandt andet en lejlighed på Landlyststien 21 i Ishøj samt andre adresser på Nørrebro, Vanløse, Amager, Albertslund og Hvidovre. I den forbindelse blev i alt otte personer anholdt. I lejligheden på Glasvej fandt politiet kemikalier, der normalt bliver brugt til at fremstille TATP.
Den daværende chef for Politiets Efterretningstjeneste, Jakob Scharf, betegnede dem som "militante islamister med direkte forbindelse til ledende al-Qaeda medlemmer". Seks ud af de otte anholdte blev senere løsladt, mens Khürshid og Tokhi blev sigtet for forsøg på terrorisme og tiltalt efter den strengeste paragraf i terrorloven, hvilket kan straffes med op til fængsel på livstid.

### Khürshid og Tohki
Den ene tiltalte var den 22-årige Hammad Khürshid (H.K.), der er født i København i 1986 af pakistanske forældre. Som helt lille rejste han med sin moder og tre søskende tilbage til Pakistan, mens deres fader blev i Danmark. I 2003 rejste han tilbage til Danmark og flyttede sammen med sin storebror i det socialt belastede boligområde Mjølnerparken på ydre Nørrebro. Han flyttede i sommeren 2007 ind i lejligheden på Glasvej.
Den anden tiltalte var den 22-årige Abdoulghani Tokhi (A.T.), der er født i Kandahar i Afghanistan i 1986. Her boede han i sine første leveår, indtil han sammen med sine forældre og fire søskende flyttede til Thailand via et FN-flygtningsprogram. Efter seks år rejste familien til Danmark og flyttede til Avedøre i Hvidovre Kommune.

### Retsforfølgelse
Hammad Khürshid og Abdoulghani Tokhi blev senere om dagen den 4. september 2007 fremstillet i grundlovsforhør i Københavns Byret hvor de blev varetægtsfængslet i 27 dage i isolation. De øvrige seks anholdte blev afhørt og senere løsladt. Den 28. marts 2008 frafaldt sigtelsen mod de seks løsladte på grund af manglende beviser. Khürshid og Tokhi fik efterfølgende forlænget deres varetægtsfængsling frem til retssagen begyndte den 11. august 2008 i Retten på Frederiksberg.
Både Khürshid og Tokhi nægtede sig skyldige og udtalte at de havde anskaffet kemikalier med henblik på at fremstille fyrværkeri. Den 21. oktober 2008 blev Hammad Khürshid idømt 12 års fængsel mens Abdoulghani Tokhi blev idømt 7 års fængsel samt udvisning for bestandig. Tiltalen var på "gennem samtaler og møder, ved anvendelse af bombemanualer og ved anskaffelse af kemikalier samt ved fremstilling og prøvesprængning af sprængstoffet TATP gjorde forberedelser til fremstilling af en eller flere bomber". 
Anklageren havde krævet over 12 års fængsel til Khürshid samt 12 års fængsel til Tokhi. Dommen blev anket og den 27. juni 2009 i Østre Landsret fik Khürshid stadfæstet sin dom på 12 år mens Tokhi fik hævet sin straf fra 7 til 8 års fængsel og udvisningsdommen blev også stadfæstet. Begge dømte blev sat til afsoning i det moderne og topsikret fængsel, Statsfængslet Østjylland. Den 18. september 2011 stak Tokhi en medfange i armen med en kartoffelskrællekniv i forbindelse med et internt opgør på fængsels-afdeling C1. Han blev idømt en tillægsstraf den 10. november 2011 på et år ved Retten i Horsens.

### Bevismateriale
Politiet havde beslagt følgende hos Khürshid og Tokhi:
- Mobiltelefoner med henrettelsesfilm

- Videoer med offentlig henrettelse af 14 personer

- En sangbog med martyrtekster, som blandt andet hylder al-Qaedas angreb ved bombningen af World Trade Center 1993

- Sprængstoffer og kemikalier

- Billeder af religiøse halshugninger

- Bombemanualer fra den Røde Moské i Islamabad

- En skitse og beregninger af en bombe på bagsiden af en kuvert, der viste eksplosionseffekten i en bus eller et tog. På tegningen var der beregninger af, hvordan en trykbølge fra en eksplosion ville udvikle sig i kabinen.